# Cuilapa
Cuilapa es un municipio y la cabecera del departamento de Santa Rosa localizado a 65 km de la Ciudad de Guatemala al sur oriente de la República de Guatemala. Anteriormente se llamó «Cuajiniquilapa».
Tras la independencia de Centroamérica en 1821, el Estado de Guatemala fue dividido en siete departamentos en 1825 y Cuajiniquilapa fue uno de los municipios originales del Estado en el departamento de Guatemala/Escuintla. Posteriormente, cuando el Estado de Guatemala fue convertido en la República de Guatemala el 21 de marzo de 1847 por el general conservador Rafael Carrera, Cuilapa pasó al distrito de Santa Rosa en el departamento de Mita en 1852.
En 1913 el poblado fue destruido completamente por un violento terremoto que obligó a que la cabecera del departamento de Santa Rosa fuera trasladada temporalmente a Barberena.
Es popularmente conocido como «Centro de Las Américas» por estar localizado en el centro geográfico del Continente Americano.

## Geografía física

### Accidentes geográficos e hidrográficos
Entre los accidentes geográficos más relevantes está el Volcán Tecuamburro, la montaña de las Minas y 30 cerros; lo riega 18 ríos, entre los más importantes se encuentra, el río los Esclavos. El río San Juan ha sido utilizado para verter drenajes y a esto se debe su contaminación.

### Clima
La cabecera municipal de Cuilapa tiene clima tropical (Clasificación de Köppen: Aw).
| Parámetros climáticos promedio de Cuilapa | Parámetros climáticos promedio de Cuilapa | Parámetros climáticos promedio de Cuilapa | Parámetros climáticos promedio de Cuilapa | Parámetros climáticos promedio de Cuilapa | Parámetros climáticos promedio de Cuilapa | Parámetros climáticos promedio de Cuilapa | Parámetros climáticos promedio de Cuilapa | Parámetros climáticos promedio de Cuilapa | Parámetros climáticos promedio de Cuilapa | Parámetros climáticos promedio de Cuilapa | Parámetros climáticos promedio de Cuilapa | Parámetros climáticos promedio de Cuilapa | Parámetros climáticos promedio de Cuilapa |
| Mes                                       | Ene.                                      | Feb.                                      | Mar.                                      | Abr.                                      | May.                                      | Jun.                                      | Jul.                                      | Ago.                                      | Sep.                                      | Oct.                                      | Nov.                                      | Dic.                                      | Anual                                     |
| ----------------------------------------- | ----------------------------------------- | ----------------------------------------- | ----------------------------------------- | ----------------------------------------- | ----------------------------------------- | ----------------------------------------- | ----------------------------------------- | ----------------------------------------- | ----------------------------------------- | ----------------------------------------- | ----------------------------------------- | ----------------------------------------- | ----------------------------------------- |
| Temp. máx. media (°C)                     | 28.4                                      | 28.8                                      | 29.8                                      | 29.7                                      | 29.3                                      | 28.2                                      | 29.0                                      | 28.7                                      | 28.0                                      | 28.0                                      | 27.9                                      | 27.8                                      | 28.6                                      |
| Temp. media (°C)                          | 22.7                                      | 22.9                                      | 23.9                                      | 24.3                                      | 24.4                                      | 23.9                                      | 24.3                                      | 24.1                                      | 23.7                                      | 23.3                                      | 22.9                                      | 22.5                                      | 23.6                                      |
| Temp. mín. media (°C)                     | 17.0                                      | 17.1                                      | 18.0                                      | 19.0                                      | 19.5                                      | 19.6                                      | 19.6                                      | 19.5                                      | 19.4                                      | 18.7                                      | 17.9                                      | 17.2                                      | 18.5                                      |
| Precipitación total (mm)                  | 2                                         | 3                                         | 11                                        | 50                                        | 226                                       | 374                                       | 302                                       | 287                                       | 353                                       | 255                                       | 61                                        | 8                                         | 1932                                      |
| Fuente: Climate-Data.org                  |                                           |                                           |                                           |                                           |                                           |                                           |                                           |                                           |                                           |                                           |                                           |                                           |                                           |

### Ubicación geográfica
Cuilapa está rodeada por municipios del departamento de Santa Rosa, excepto al Este en que colinda con el municipio de Jutiapa:
|                              | Norte: Nueva Santa Rosa                   | Nordeste: Casillas                                            |
| Oeste: Barberena             |                                           | Este: Oratorio Jutiapa, municipio del departamento de Jutiapa |
| Suroeste: Pueblo Nuevo Viñas | Sur: Chiquimulilla y Santa María Ixhuatán |                                                               |

## Gobierno municipal
Los municipios se encuentran regulados en diversas leyes de la República, que establecen su forma de organización, lo relativo a la conformación de sus órganos administrativos y los tributos destinados para los mismos. Aunque se trata de entidades autónomas, se encuentran sujetas a la legislación nacional. Las principales leyes que rigen a los municipios en Guatemala desde 1985 son:
| N.º | Ley                                                | Descripción |
| --- | -------------------------------------------------- | --- |
| 1   | Constitución Política de la República de Guatemala | Tiene una regulación legal específica para los municipios en los artículos 253 al 262. |
| 2   | Ley Electoral y de Partidos Políticos              | Ley de carácter constitucional aplicable a los municipios en el tema de la conformación de sus autoridades electas. |
| 3   | Código Municipal                                   | Decreto 12-2002 del Congreso de la República de Guatemala. Tiene la categoría de ley ordinaria y contiene preceptos generales aplicables a todos los municipios, e inclusive contiene legislación referente a la creación de los municipios.             |
| 4   | Ley de Servicio Municipal                          | Decreto 1-87 del Congreso de la República de Guatemala. Regula las relaciones entra la municipalidad y los servidores públicos en materia laboral. Tiene su base constitucional en el artículo 262 de la constitución que ordena la emisión de la misma. |
| 5   | Ley General de Descentralización                   | Decreto 14-2002 del Congreso de la República de Guatemala. Regula el deber constitucional del Estado, y por ende del municipio, de promover y aplicar la descentralización y desconcentración económica y administrativa.                                |

El gobierno de los municipios de Guatemala está a cargo de un Concejo Municipal mientras que el código municipal —que tiene carácter de ley ordinaria y contiene disposiciones que se aplican a todos los municipios de Guatemala— establece que «el concejo municipal es el órgano colegiado superior de deliberación y de decisión de los asuntos municipales […] y tiene su sede en la circunscripción de la cabecera municipal». Por último, el artículo 33 del mencionado código establece que «[le] corresponde con exclusividad al concejo municipal el ejercicio del gobierno del municipio».
El concejo municipal se integra con el alcalde, los síndicos y concejales, electos directamente por sufragio universal y secreto para un período de cuatro años, pudiendo ser reelectos».
Los alcaldes que ha habido en el municipio son:
| Año       | Nombre                         | Obras |
| --------- | ------------------------------ | --- |
| 2004-2008 | Édgar Ovidio Barrera García    | El 30 de octubre de 2015, Édgar Ovidio Barrera García —exalcalde de Cuilapa y concejal quinto la corporación municipal electa para el periodo 2016-2020— fue capturado por la Policía Nacional Civil de Guatemala —PNC— en coordinación con la Fiscalía Especial Contra la Impunidad —FECI— del Ministerio Público. Estas instsituciones coordinaron aproximadamente una docena de allanamientos en varios municipios de Santa Rosa y en la Ciudad de Guatemala. También fueron capturados otros exfuncionarios de la municipalidad de Cuilapa y de la del municipio de Pueblo Nuevo Viñas. Según las investigaciones de la FECI, todos los capturados integraban una red que habría operado durante el periodo de 2004 a 2008, durante el cual autorizaron la adjudicación de varias obras que no fueron culminadas, y cuyos fondos fueron trasladados a una cuenta particular, que posteriormente fueron distribuido entre varios exempleados municipales. |
| 2012-2016 | Eduardo Antonio Lima Reyes     | |
| 2016-2020 | Esvin Fernando Marroquín Túpas | |

## Historia

### Tras la Independencia de Centroamérica

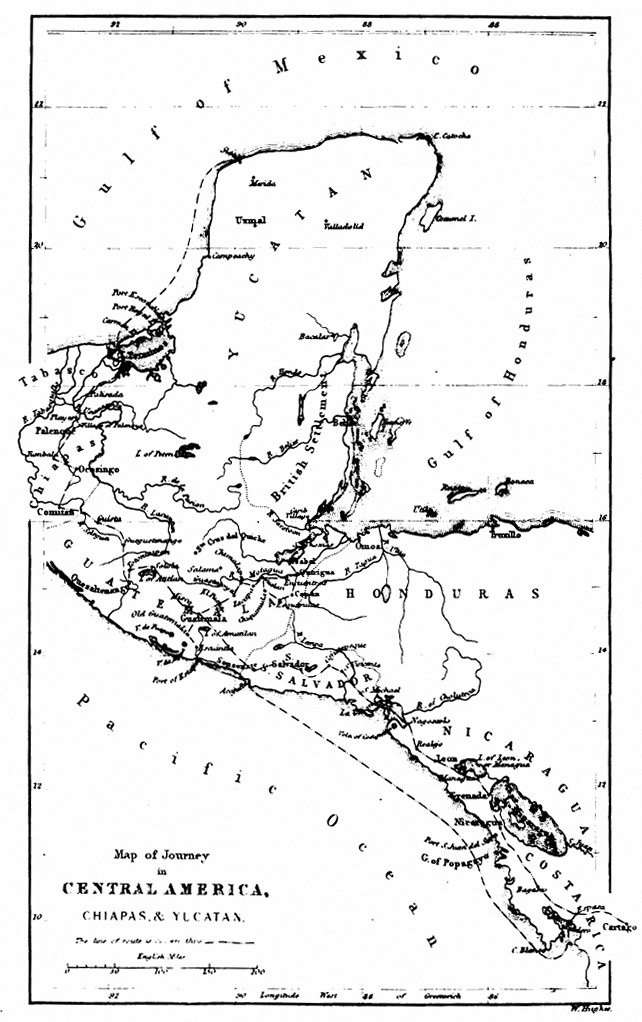
Mapa de Guatemala en 1839, elaborado por el arquitecto británico Frederick Catherwood, quien visitó Guatemala en compañía del explorador estadounidense John Lloyd Stephens en comisión del presidente de los Estados Unidos, Martin Van Buren.

El Estado de Guatemala fue definido de la siguiente forma por la Asamblea Constituyente de dicho estado que emitió la constitución del mismo el 11 de octubre de 1825: «el estado conservará la denominación de Estado de Guatemala y lo forman los pueblos de Guatemala, reunidos en un solo cuerpo. El estado de Guatemala es soberano, independiente y libre en su gobierno y administración interior.»
Cuajiniquilapa —nombre que tenía entonces Cuilapa— fue uno de los municipios originales del Estado de Guatemala fundado en 1825; estaba en el departamento de Guatemala/Escuintla, cuya cabecera era la Nueva Guatemala de la Asunción, y tenía a los municipios de Guatemala, Amatitlán, Escuintla, Mixtán, Jalpatagua, Guazacapán, y Cuajiniquilapa.
En la constitución del Estado de Guatemala que se promulgó en 1825, también se menciona que Cuajiniquipala —como se le decía a Cuilapa en ese entonces— era sede del Circuito del mismo nombre para la impartición de justicia, en el Distrito 3.º (Mita); junto a ella pertenecían a ese circuito Mataquescuintla, los Esclavos, Oratorio, Concepción, la Vega, el Pino, los Verdes, los Arcos, Corral de Piedra, San Juan de Arana, el Zapote, Santa Rosa, Jumay, las Casillas y Epaminondas.

### Fundación del departamento de Santa Rosa
La República de Guatemala fue fundada por el gobierno del presidente capitán general Rafael Carrera el 21 de marzo de 1847 para que el hasta entonces Estado de Guatemala pudiera realizar intercambios comerciales libremente con naciones extranjeras. El 25 de febrero de 1848 la región de Mita fue segregada del departamento de Chiquimula, convertida en departamento y dividida en tres distritos: Jutiapa, Santa Rosa y Jalapa. Específicamente, el distrito de Santa Rosa incluyó a Santa Rosa como cabecera, Cuajiniquilapa, Chiquimulilla, Guazacapán, Taxisco, Pasaco, Nancinta, Tecuaco, Sinacantán, Isguatán, Sacualpa, La Leona, Jumay y Mataquescuintla.
Más adelante, por Decreto del 8 de mayo de 1852, se decidió a crear el departamento de Santa Rosa.

### Muerte de Justo Rufino Barrios

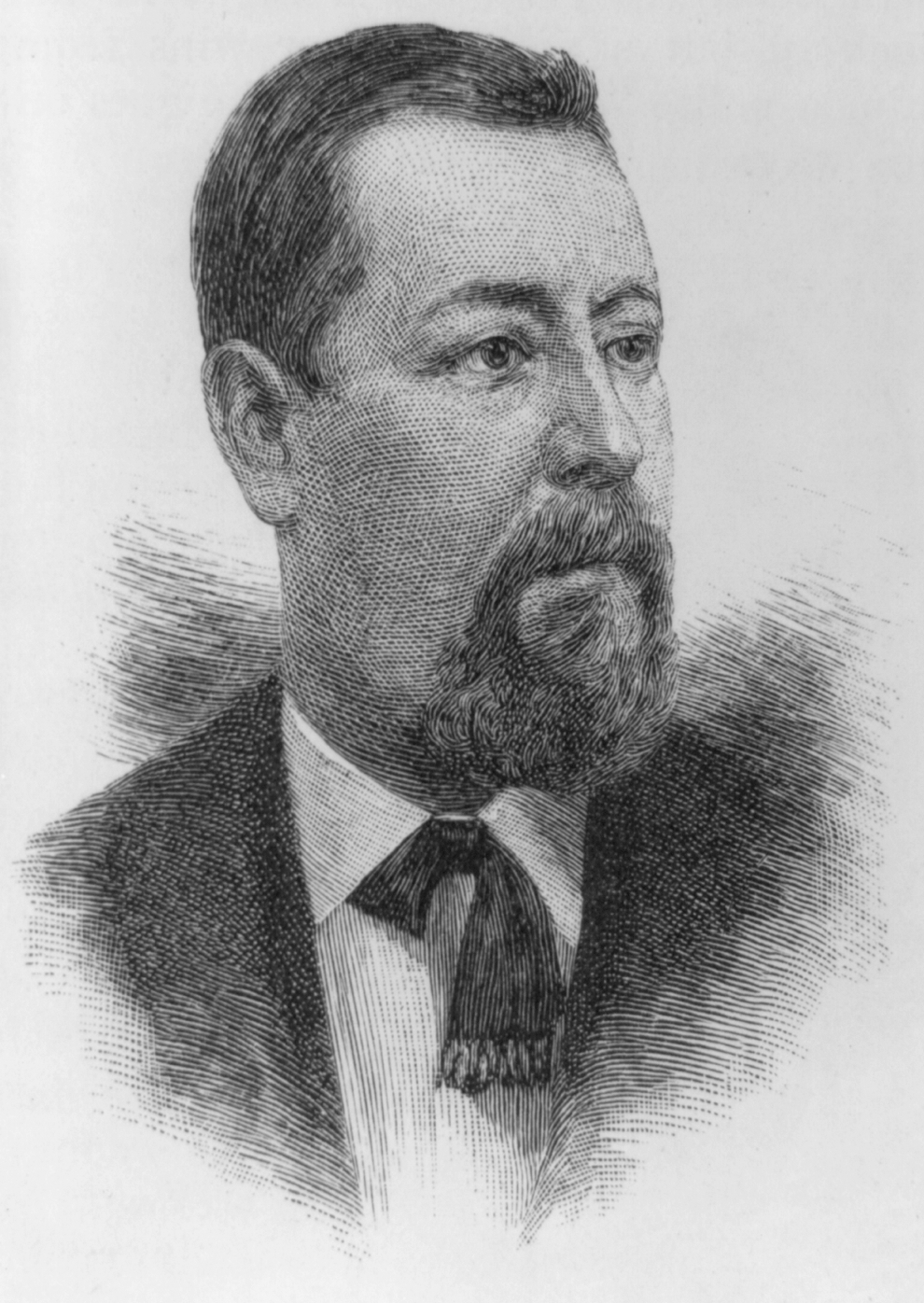
General Justo Rufino Barrios, presidente de Guatemala de 1873 a 1885. Su cuerpo fue embalsamado y expuesto en capilla ardiente en Cuilapa, tras morir en la batalla de Chalchuapa en la frontera con El Salvador. Grabado de Harper's New Monthly.

El presidente general Justo Rufino Barrios murió el 2 de abril de 1885 en la batalla de Chalchuapa en la frontera con El Salvador; al saberse la noticia en Guatemala, se envió una comisión de médicos para que se encargaran del embalsamamiento, la cual estuvo a cargo del Dr. José Monteros, y se reunió con la comitiva mortuoria en Cuilapa el 3 de abril. Los doctores prepararon el cadáver, lo vistieron con su uniforme de Divisionario, y fue expuesto en capilla ardiente en la municipalidad de la localidad; al día siguiente, el 4 de abril, partieron para la Ciudad de Guatemala con los restos.

### Terremoto de 1913
El día sábado 8 de marzo de 1913 un terremoto de magnitud 6.4 azotó al territorio de Santa Rosa, destruyendo a la cabecera departamental, Cuilapa. Tanto el terremoto inicial como las réplicas destruyeron muchas casas, escuelas e incluso la catedral y la prisión, con una considerable cantidad de víctimas mortales; similar destrucción sufrieron las localidades de Cerro Redondo, Llano Grande y El Zapote, las cuales también sufrieron daños considerables. También fueron dañados seriamente los poblados de Fraijanes, Pueblo Nuevo Viñas, Coatepeque y Jalpatagua. En el área del epicentro, el terremoto provocó derrumbes y bloqueo de caminos y carreteras, e incluso se reportó una larga grieta que se formó en el Cerro Los Esclavos.
La comisión de evaluación y rescate estuvo a cargo de Manuel María Girón, Felipe Márquez y los coroneles Antonio Pinot y Sabino Grijalba, quienes partieron de la Ciudad de Guatemala a Barberena la misma noche del 8 de marzo, por instrucciones del presidente Manuel Estrada Cabrera.
Llegaron a Barberena a las 6:30 a. m. y luego de ayudar con la recuperación del lugar salieron para Cuilapa, a donde llegaron a eso de la 1:00 p. m.; luego de proveer alimentación a la tropa y a los heridos, terminaron de desenterrar a los fallecidos de entre los escombros, sacaron las armas y municiones de las ruinas del Cuartel, restablecieron la comunicación telegráfica y empezaron a enviar a los heridos a Barberena. El orden se mantuvo gracias a la implementación de la Ley Marcial.
De acuerdo a la evaluación de la comisión realizada el 10 de marzo, no quedaba nada del poblado; en palabras de la comisión: «Practicamos un nuevo reconocimiento general a la población o, mejor dicho, al área donde existió Cuilapa; aquí queda todo reducido a escombros con dos o tres casas paradas [...] Los manantiales turbios, completamente y los acueductos, rotos, corriendo el agua a flor de tierra. Los pocos habitantes que quedan, para surtirse de ese precioso e indispensable elemento de vida, hacen pozos para detener el agua y de allí sacarla con guacales (todos sucios).»
El gobierno del licenciado Estrada Cabrera procuró ayuda económica y logística para los municipios afectados pero debido a la destrucción de Cuilapa todos sus habitantes emigraron hacia Barberena. De hecho, la destrucción del poblado fue tal, que el gobierno emitió el siguiente comunicado el 10 de marzo:
| Secretaría de Gobernación y Justicia, República de Guatemala Guatemala, 10 de marzo de 1913 Señor Jefe Político de Santa Rosa, Cuilapa Teniendo en cuenta que los últimos temblores han causado perjuicios de consideración a la ciudad de Cuajuniquilapa, cabecera del departamento de Santa Rosa, y que estos perjuicios tardan algún tiempo en su reparación, El Presidente Constitucional de la República acuerda: Que por ahora, y mientras se repara aquella ciudad de los perjuicios sufridos, sean trasladadas a Barberena todas las oficinas públicas, civiles y militares de dicha cabecera, y al efecto se nombra una comisión compuesta de los señores general de división José María Orellana y general de brigada José María Letona para que organice en forma el servicio público. Comuníquese, —Manuel Estrada Cabrera El secretario de Gobernación y Justicia: José María Reina Andrade. Auxilio a los damnificados por el terremoto de Cuilapa, 1913 |

## Otras cabeceras departamentales
| Departamento | Cabecera       | Departamento  | Cabecera              | Departamento  | Cabecera      | Departamento   | Cabecera       |
| ------------ | -------------- | ------------- | --------------------- | ------------- | ------------- | -------------- | -------------- |
| Alta Verapaz | Cobán          | Baja Verapaz  | Salamá                | Chimaltenango | Chimaltenango | Chiquimula     | Chiquimula     |
| El Progreso  | Guastatoya     | Quiché        | Santa Cruz del Quiché | Escuintla     | Escuintla     | Huehuetenango  | Huehuetenango  |
| Izabal       | Puerto Barrios | Jalapa        | Jalapa                | Petén         | Flores        | Quetzaltenango | Quetzaltenango |
| Retalhuleu   | Retalhuleu     | Sacatepéquez  | Antigua Guatemala     | San Marcos    | San Marcos    | Jutiapa        | Jutiapa        |
| Sololá       | Sololá         | Suchitepéquez | Mazatenango           | Totonicapán   | Totonicapán   | Zacapa         | Zacapa         |